# Budynek Urzędu Miasta Katowice
Budynek Urzędu Miasta Katowice – budynek biurowy, położony w Katowicach przy ulicy Młyńskiej 4, w dzielnicy Śródmieście, powstały w stylu modernistycznym w latach 1929–1931. Gmach ten stanowi siedzibę Rady Miasta Katowice oraz Urzędu Miasta Katowice, w którym swoje biura mają najważniejsze wydziały. Mieszczą się tu też biura prezydenta, wiceprezydentów, skarbnika oraz sekretarza miasta Katowice.

## Historia

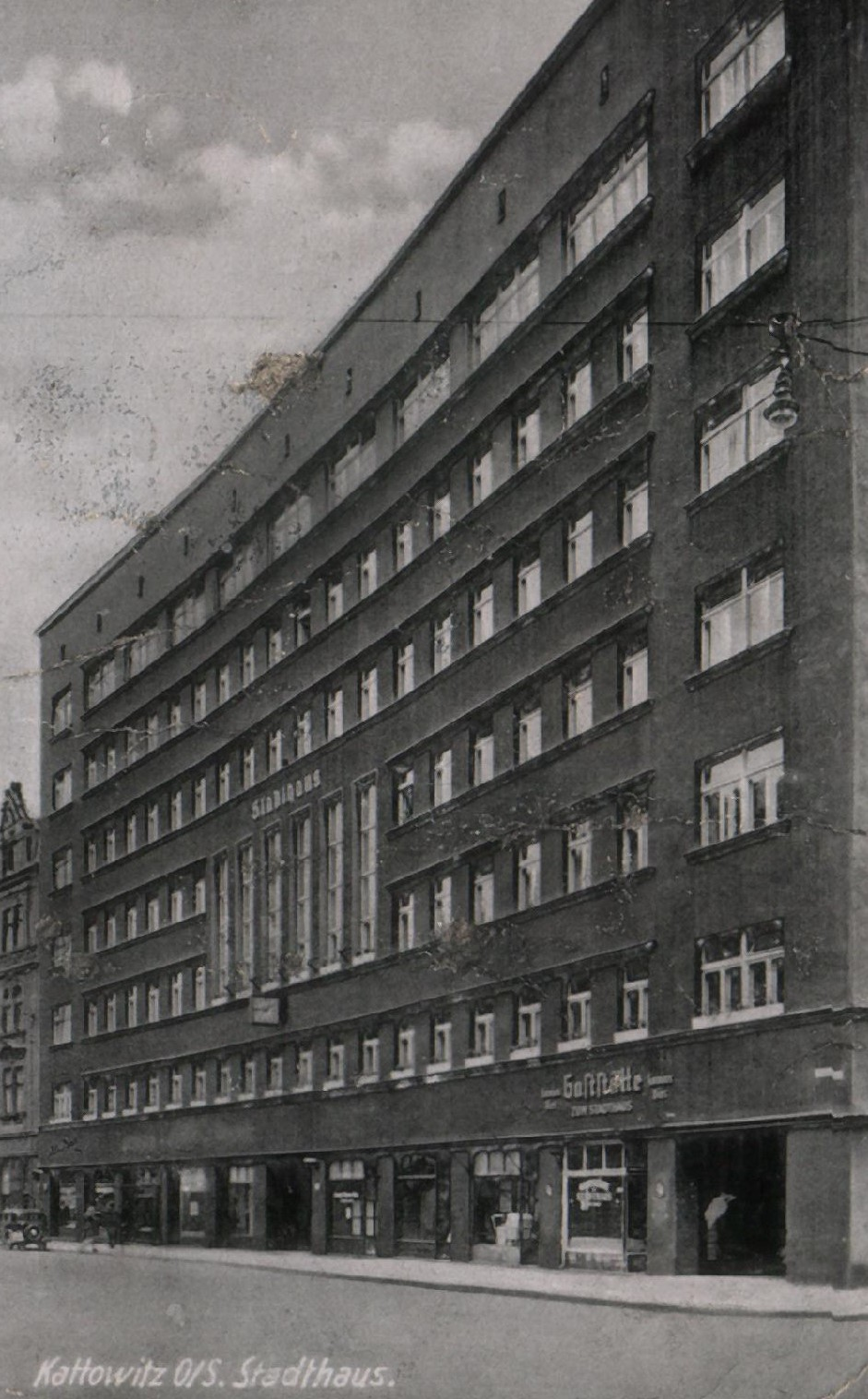
Gmach dawnego Magistratu w trakcie okupacji niemieckiej

Zanim powstał obecny gmach Urzędu Miasta Katowice, w jego miejscu znajdował się budynek gimnazjum katolickiego. Powstał on przy ówczesnej Mühlstrasse 4 (obecnie ulica Młyńska) około 1870 roku w stylu neorenesansowym z elementami stylu arkadowego. W 1871 roku w gmachu rozpoczęło działalność czteroklasowe gimnazjum katolickie, przeniesione w 1874 roku do gmachu przy obecnej ulicy 3 Maja 42. Budynek został przejęty przez Katolicką Szkołę Ludową, a po modernizacji przeprowadzonej w latach 80. XIX wieku ulokowano w nim szkołę średnią dla dziewcząt, którą również po pewnym czasie przeniesiono. W 1906 roku budynek zaadaptowano pod siedzibę administracji policji.
Według pierwotnych planów obecny gmach Urzędu Miasta Katowice miał pomieścić biura magistratu, a właściwy katowicki ratusz planowano w innym miejscu – w tym celu w 1929 roku władze Katowic zapoczątkowały plany rozbudowy miasta, które planowano wdrożyć dzięki korzystnemu bilansowi finansowemu za 1928 rok. Ratusz wraz z nowym rynkiem planowano zlokalizować na zakupionych terenach w miejscu obecnego Parku Powstańców Śląskich, lecz z uwagi na wielki kryzys planów tych nie zrealizowano. Został natomiast zrealizowany sam projekt biurowca magistratu. Projekt datowany jest na 5 czerwca 1929 roku, natomiast pozwolenie od policji budowlanej uzyskano 8 sierpnia tego samego roku.
Prace budowlane, wykonywane przez Przedsiębiorstwo Budowlane Krompiec, rozpoczęto w 1929 roku od wyburzenia gmachu dawnego gimnazjum katolickiego. Dnia 28 sierpnia 1930 roku budynek biurowy magistratu był gotowy w stanie surowym, zaś do użytku został oddany 6 listopada 1931 roku. Gmach Magistratu powstał według projektu Lucjana Sikorskiego. Niektórzy autorzy jako współautorów podają również Tadeusa Łobosa i Leona Dietz d’Armę, lecz pod projektem podpisał się jedynie Lucjan Sikorski. Na projekcie widniał on jednak jako osoba reprezentująca magistrat – był on wówczas radcą budowlanym w Katowicach.
Pierwotnie parter przeznaczono na sklepy, pomieszczenia dla policji, drukarnię i introligatornię, pierwsze piętro na kasy, zaś wyższe kondygnacje na biura. Na poddaszu umieszczono archiwum, ciemnię i kopiarnię. W okresie międzywojennym przy ulicy Młyńskiej 4 miały siedziby następujące jednostki administracyjne magistratu miasta Katowice: Kasa Główna Miejska, Urząd Przemysłowo-Handlowy, Urząd Podatkowy, Kasa Podatkowa, Biuro Obywatelskie, Urząd Budowlany i Urząd Mierniczy. W tym czasie parter zajmowały sklepy – mieściły się tam m.in.: sklep z pianinami, skład farb, bar, księgarnia i skład nut.
W latach 90. XX wieku gmach Urzędu Miasta Katowice został rozbudowany o przybudówkę, połączoną przejściem z półpiętra pomiędzy pierwszym a drugim piętrem.

## Architektura

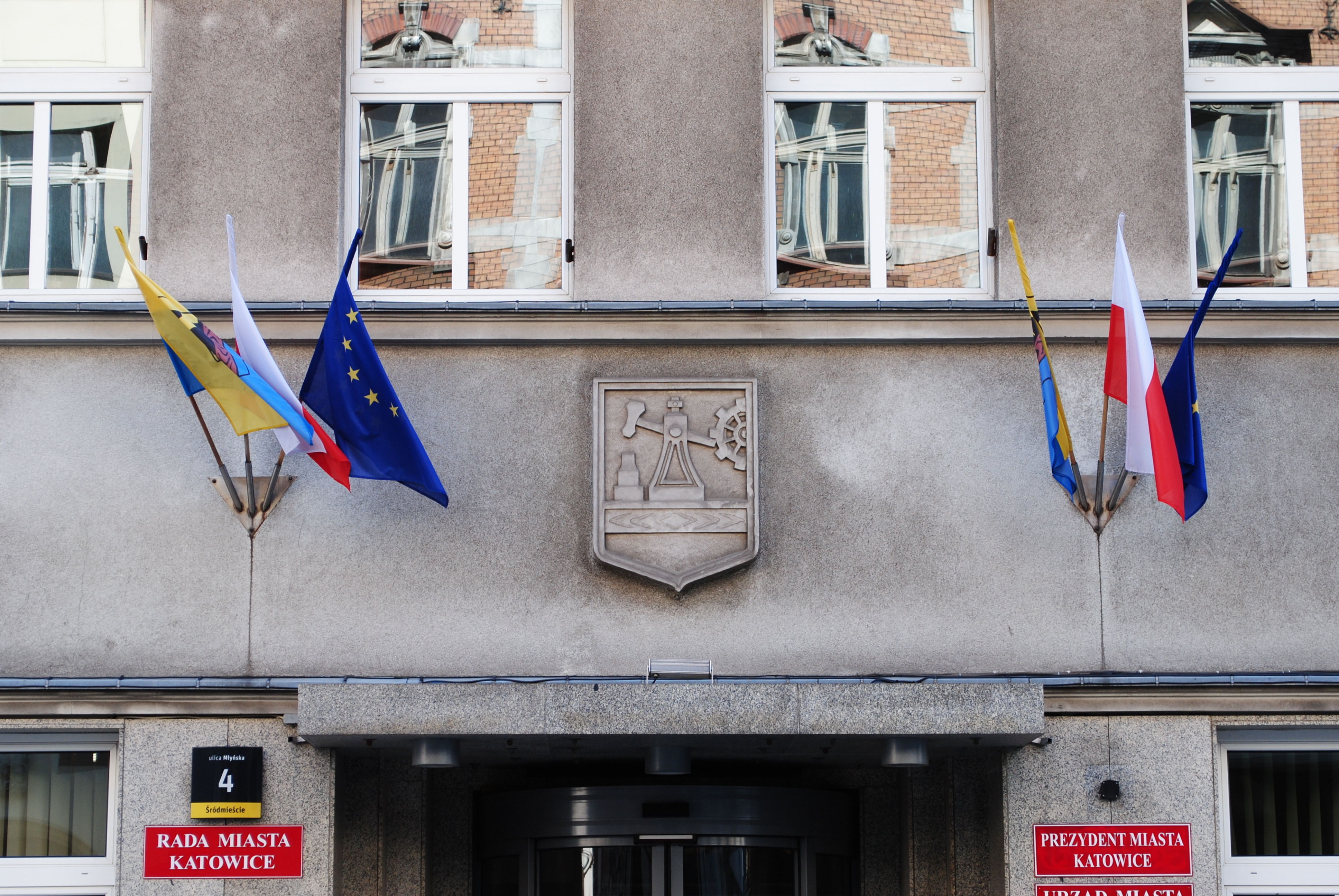
Herb Katowic na elewacji frontowej gmachu Urzędu Miasta Katowice

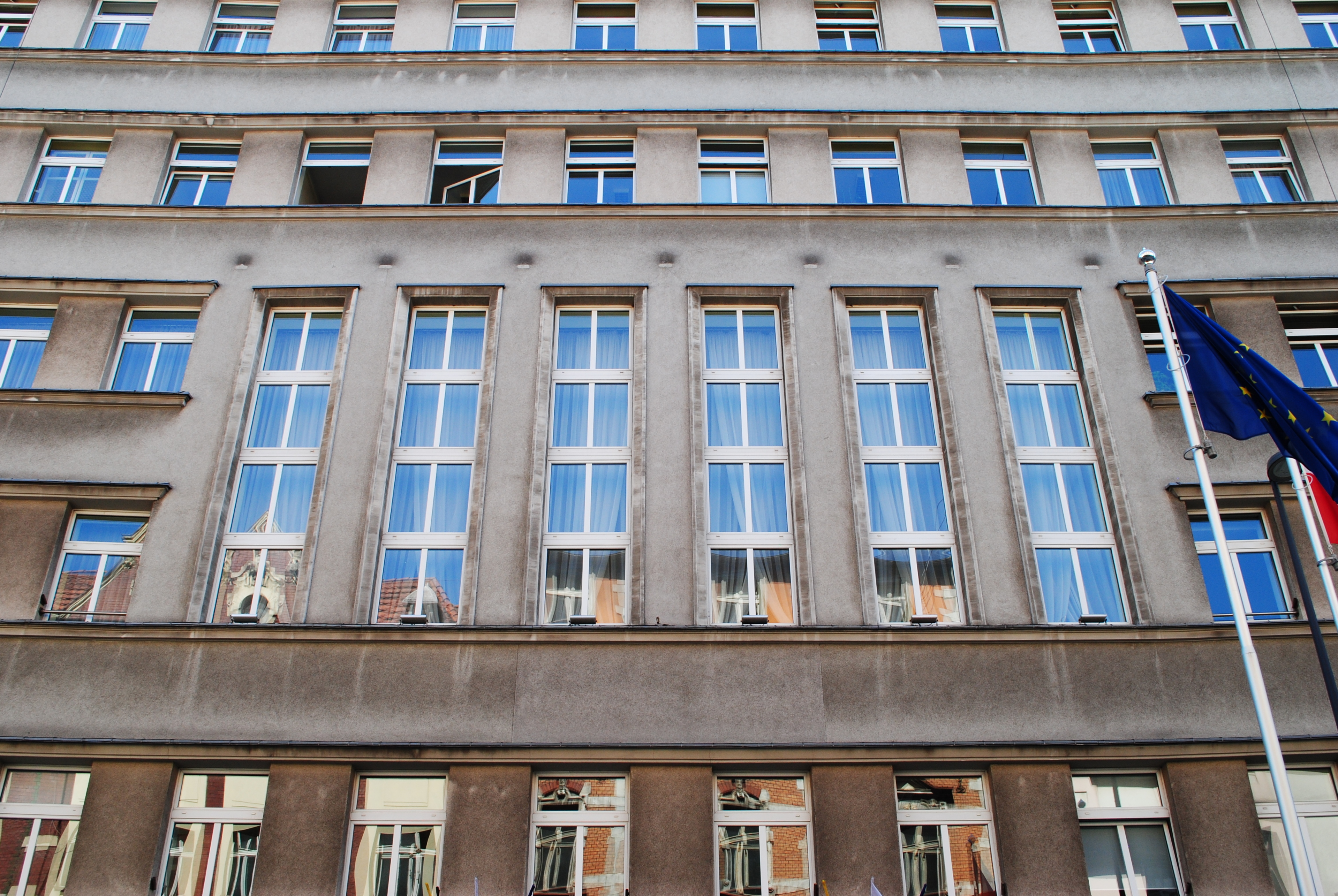
Środkowy fragment fasady gmachu z pionowym układem sześciu okiem

Budynek Urzędu Miasta Katowice mieści się przy ulicy Młyńskiej 4, na terenie dzielnicy Śródmieście. Powstał on w latach 1929–1930 według projektu przypisywanego Lucjanowi Sikorskiemu w stylu modernistycznym. Gmach został wybudowany na planie wycinka pierścienia kołowego szerokości 15,75 m, przy czym na froncie szerokość wynosi 48,2 m. Wysokość budynku sięga 27,73 m. Ma on osiem kondygnacji nadziemnych (w tym poddasze użytkowe) i jedną podziemną. Wysokość poszczególnych kondygnacji jest różna: piwnice mają 2 m wysokości, parter 4 m, natomiast piętra I-VI 3,4 m. Od strony zachodniej budynku zlokalizowano bramę wjazdową na podwórze.
Gmach Urzędu Miasta Katowice pokryto tynkami cementowo-wapiennymi szlachetnymi. Ściany nośne są z cegły, zaś klatka schodowa ma żelbetowy szkielet. Balustrady schodów stanowiły pierwotnie niklowane rury, zaś na ścianach klatki schodowej zastosowano lastryko szlifowane (obecnie pozostawiono jedynie kwadratowe kasetony). Podłogi w pokojach pokryte są parkietami, zaś klatka schodowa oraz korytarze mają podłoże z lastryko.
Budynek charakteryzuje się masywną bryłą ubogą w elementy dekoracyjne. Ma on wklęsłą, płaską fasadę ustawioną do linii zabudowy na łuku ulicy Młyńskiej. Łukowata fasada, w połączeniu z horyzontalnym układem pasów okiennych, nawiązuje do koncepcji architektonicznych kręgu Neues Bauen, w tym do gmachu biurowca przy Fehrbelliner Platz w Berlinie. Ta ciężka, masywna, uboga w dekorację bryła budynku górująca nad okolicznymi budynkami stanowi kontrast z sąsiednimi, bogatymi w dekoracje kamienicami.
Obecny wygląd fasady różni się od pierwotnego projektu. W projekcie płaska elewacja podzielona jest na kondygnacje poziomymi pasami okien, a zrealizowano również przełamanym pionem sześć centralnie usytuowanych pasów okien na wysokości trzeciej i czwartej kondygnacji. Pozostałe poziome okna, poza skrajnymi, zostały połączone wąskimi występami w rodzaju okapów.